# Svartrost
Svartrost är en växtsjukdom som orsakas av svampen Puccinia graminis. Den förekommer på de flesta platser i världen och angriper främst stråsäd och vissa gräsarter. Allvarliga angrepp kan orsaka stora skördeförluster. Idag är svartrost den globalt sett allvarligaste rostsjukdomen och den har även haft stor betydelse genom historien.

## Kännetecken
Svartrostangrepp sker oftast sent på säsongen, vilket gör att sent mognande sorter drabbas värst. Främst är det strået som angrips. Först uppkommer rostbruna pustlar av sommarsporer. Senare på säsongen bildas istället teliosporer som är kolsvarta. Pustlarna är långsmala och gör att det yttersta lagret av strået spricker och blir fransigt. 

## Biologi och livscykel
Puccinia graminis, som ger upphov till de sjukdomssymtom vi kallar svartrost, är en svamp i ordningen Basidiomycetes. Vidare ingår den i släktet Puccinia och i familjen Pucciniaceae. P. graminis värdväxlar mellan olika gräsarter och berberis. Den är en obligat parasit vilket innebär att den inte kan växa eller försöka sig utanför en levande värdväxt.

### Livscykel förP. graminis
P. graminis livscykel är komplicerad och innefattar fem olika sportyper. I texten nedan är sportyperna fetmarkerade när de omnämns första gången. Svampen övervintrar i form av teliosporer. Teliosporerna är svarta, tvåcelliga och klubbformade. 
På våren gror teliosporerna och bildar basidier, en sorts sporbildande organ/sporhus. Från varje basidium växer fyra basidiosporer ut, som sprids med vinden och infekterar unga blad på berberisbusken. På bladens ovansida genomgår svampen sitt sexuella förökningsstadium. Först bildas spermogonier, ett slags sporhus. Ett spermogonium är antingen av parningstyp (+) eller (-). Inuti varje spermogonium bildas sporer som kallas och spermatier och vid sporhusets öppning växer ett särskilt mottagarmycel ut. Spermatierna frigörs ur spermagonierna tillsammans med en vätska som lockar till sig insekter. Insekterna kan i sin tur sprida spermatierna vidare till mottagarhyfer på ett spermagonium av motsatt parningstyp. Där sker en befruktning genom att spermatien smälter samman med en cell på mottagarhyfen. 
Efter befruktningen tillväxer ett parkärnsmycel, vilket innebär att varje cell i mycelet innehåller två kärnor, en (+) och en (-). Parkärnsmycelet växer ner genom bladet till dess undersida där ett nytt sorts sporhus bildas, som kallas aecium. Aeci är gul-orange, ser ut som uppochnervänd bägare och kallas även skålrost. Ur aecium växer ovala aeciosporer fram i långa rader. Dessa sprids till gräs och stråsäd, som infekteras. 
På gräsens strå bildas ett sorts sporhus som kallas uredinier. I uredierna bildas pustlar, vilket är samlingar av urediniosporer (sommarsporer). Dessa sprids till plantor av gräs och stråsäd i närheten, som infekteras varpå nya pustlar med urediniosporer växer fram. På så sätt sprids förökar sig P. graminis asexuellt under sommaren och spridningen och återinfektionen pågår så länge förhållandena är gynnsamma. Mot hösten när värdväxten börjar åldras bildas teliosporer istället för urediniosporer och då byts även namnet på pustlarna ut, från uredinier till telier. Teliosporerna övervintrar till nästa vår, och svampens livscykel är sluten. 
Från och med befruktningen på våren till dess att teliosporerna bildas på hösten, vilket innefattar större delen av livscykeln, är P. graminis dikaryot. I teliosporerna smälter de två kärnorna i varje cell samman, så att en cellkärna med dubbel, diploid genuppsättning bildas. Därefter sker en meios, så att varje basidiospor som kommer ur basidiet från den groende teliosporen på våren har en haploid cellkärna, dvs med enkel genuppsättning.

### Sjukdomscykel i fält, infektionsbetingelser och spridning
På våren och försommaren sprids sporer från berberisbuskens blad till gräs och stråsäd. Efter en tid bildas rostbruna pustlar, sporsamlingar, på plantornas strån. Från dessa sprids sporerna och infekterar nya plantor. Tiden från infektion till sporulering varierar mellan 7 och 14 dagar. Svartrost gynnas av värme och fuktig miljö och sjukdomsutvecklingen går som snabbast vid 30° C. Urediniosporerna, sommarsporerna, kan spridas på många sätt. Med vinden kan sporerna spridas både långa och korta avstånd. Primärt inokulum kan komma med vindar från Europa som successivt kan sprida en svartrostemidemi norrut. Lokalt kan sporerna också spridas med regnstänk, djur och insekter. I Sverige, som har ett förhållandevis kallt klimat, måste P. graminis övervintra i form av teliosporer och kräver då också berberisbusken för att överleva och föröka sig sexuellt. På många platser i världen där klimatet är mer gynnsamt kan svampen överleva i fält genom att reproduceras asexuellt, vilket kräver att det finns en växande stråsädesgröda eller annan mottaglig gräsart året om.

## Kontrollåtgärder
Det finns flera metoder för att kontrollerna angrepp av svartrost. En av de viktigaste är att odla resistenta sorter. Det pågår ett ständigt förädlingsarbete för att ta fram nya resistenta sorter, eftersom P. graminis hela tiden bildar nya raser som resistensen inte biter på. Det är också viktigt att ta bort berberisbuskar i närheten av stråsädesfält.
Sjukdomen utvecklas bäst i frodiga och fuktiga bestånd. Om man har haft problem med angrepp tidigare kan det hjälpa att så glesare och kvävegödsla sparsamt. Att så sorter som mognar tidigt kan också bidra till att angreppet inte blir lika svårt. En ensidig växtföljd i kombination med reducerad bearbetning kan göra att spillplantor växer upp, som håller svampen vid liv under hösten och orsakar tidiga angrepp på försommaren. En varierad växtföljd och plöjning minskar risken för detta. Kemisk bekämpning förekommer. Besprutar man vid axgång kan preparatet ha en kvardröjande effekt mot senare angrepp.

## Svartrostbekämpning genom historien
Att förekomsten av berberis hängde ihop med förekomsten av svartrost är känt åtminstone sedan 1600-talet. Förordningar om att utrota berberis finns i Frankrike från 1600-talet och i England och Amerika från 1700-talet. Att svartrost är en svamp framgick dock först under sent 1700-tal. Innan dess spekulerades det bland annat om att rosten var exkrement från insekter.
I Danmark rasade den så kallade "Berberisfejden" under tidigt 1800-tal. Lantbrukare ville göra sig av med berberisbusken medan forskarvärlden ansåg att kopplingen berberis–svartrost var orimlig. Först på 1860-talet kunde den tyske forskaren Anton de Bary visa på hur svartrosten växlade värd mellan sädesslagen och berberisbusken.
I Skandinavien stiftades lagar mot berberis först under tidigt 1900-tal. Under andra halvan av 1900-talet har berberisbekämpningen dock minskat i takt med introduktion av mot svartrost motståndskraftiga spannmålssorter.

## Underarter
Arten delas in i följande underarter:
- graminicola
- graminis

## Källor

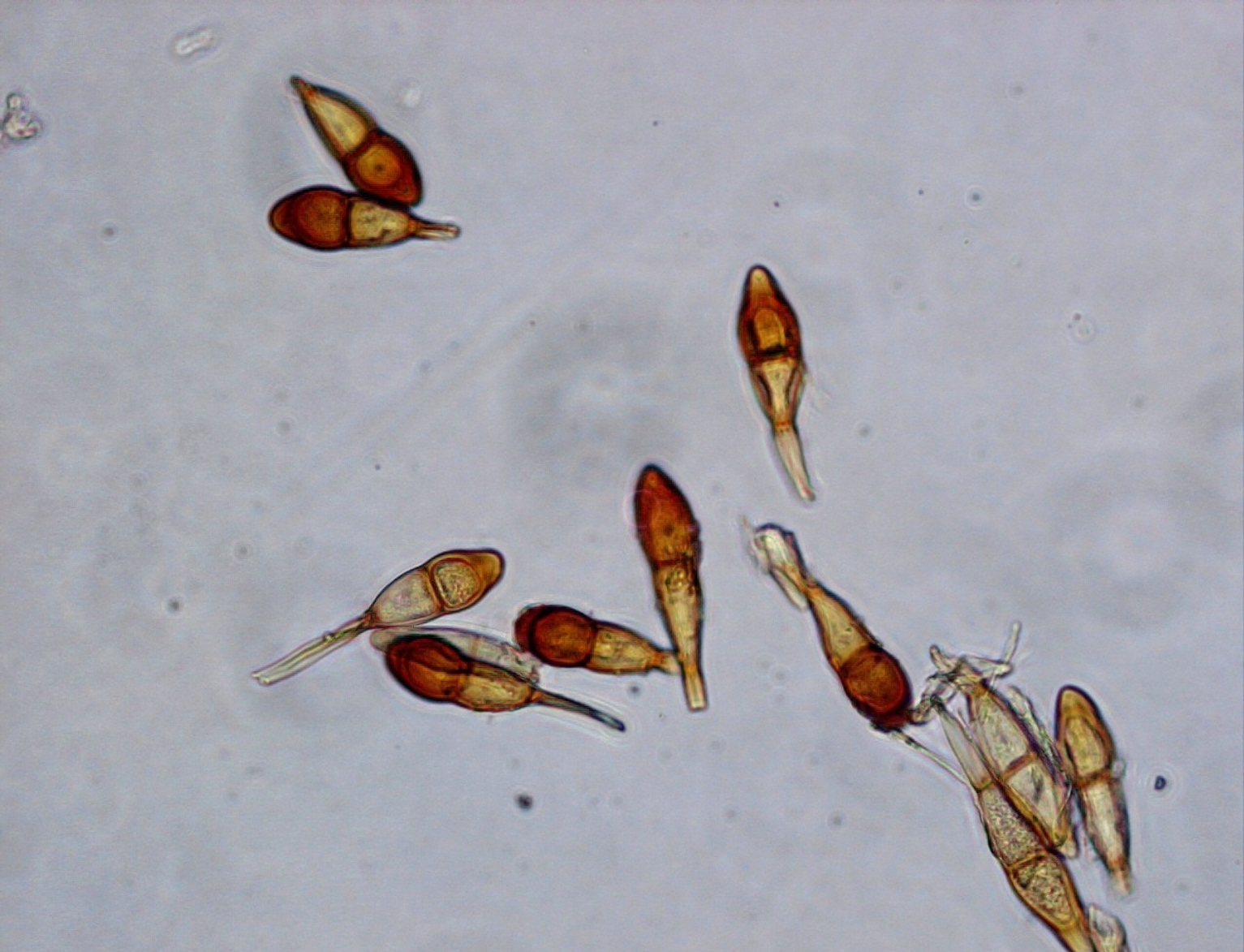
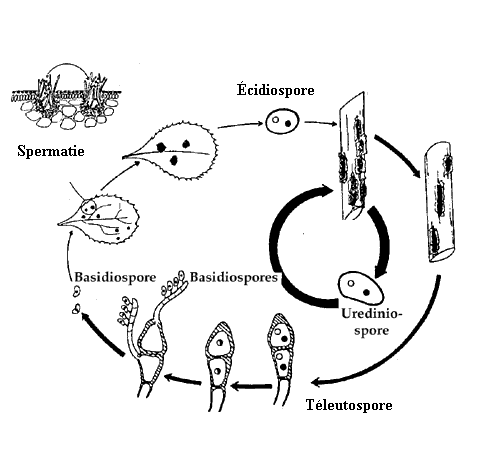
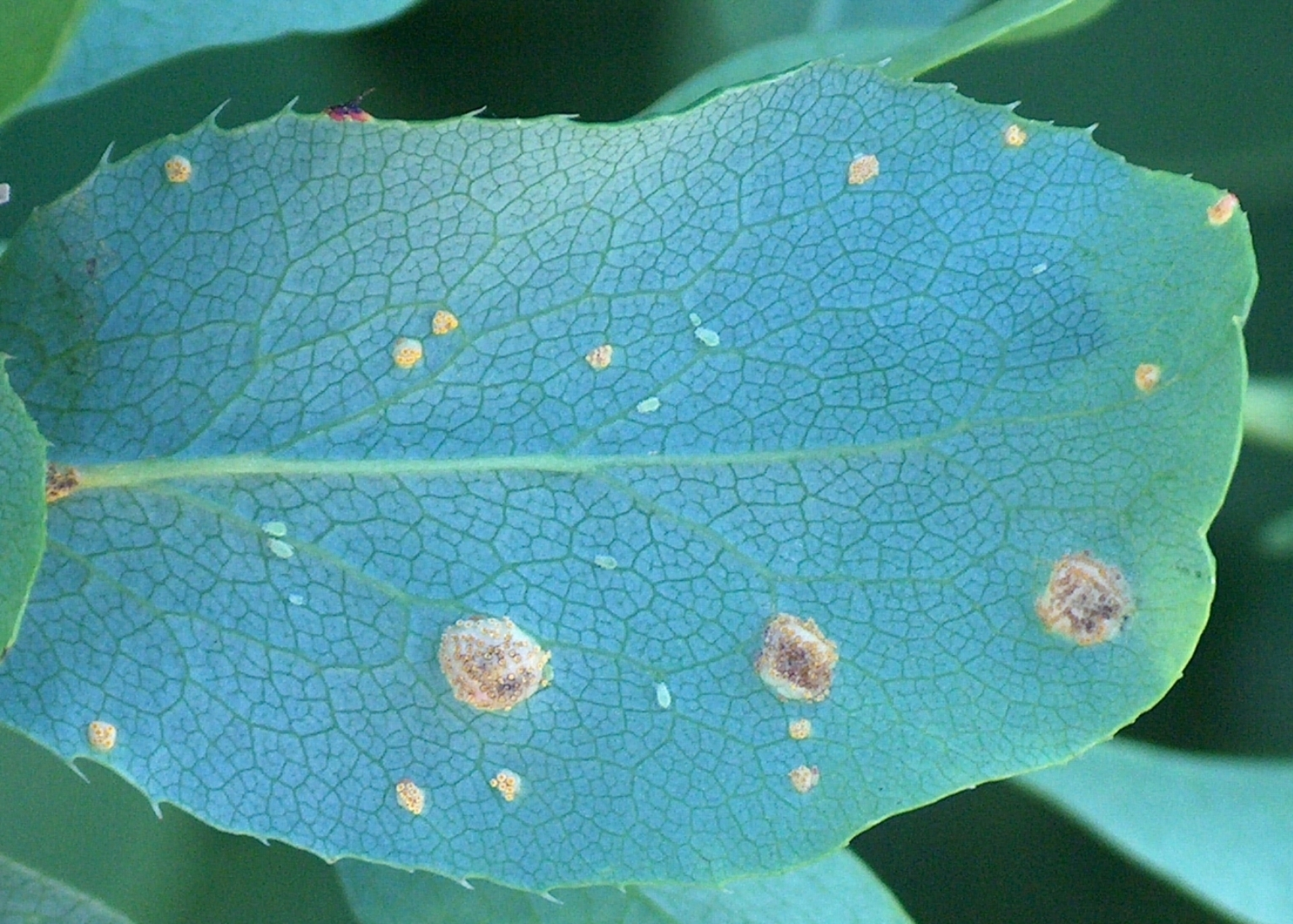
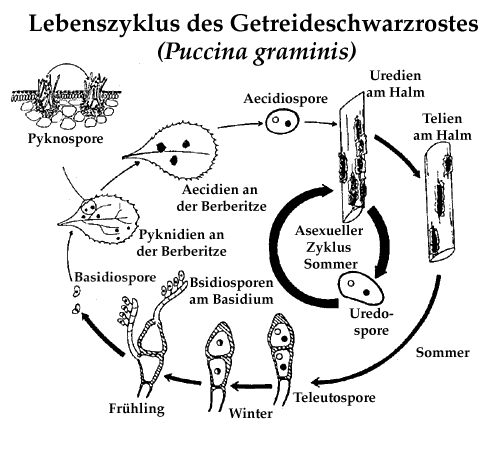
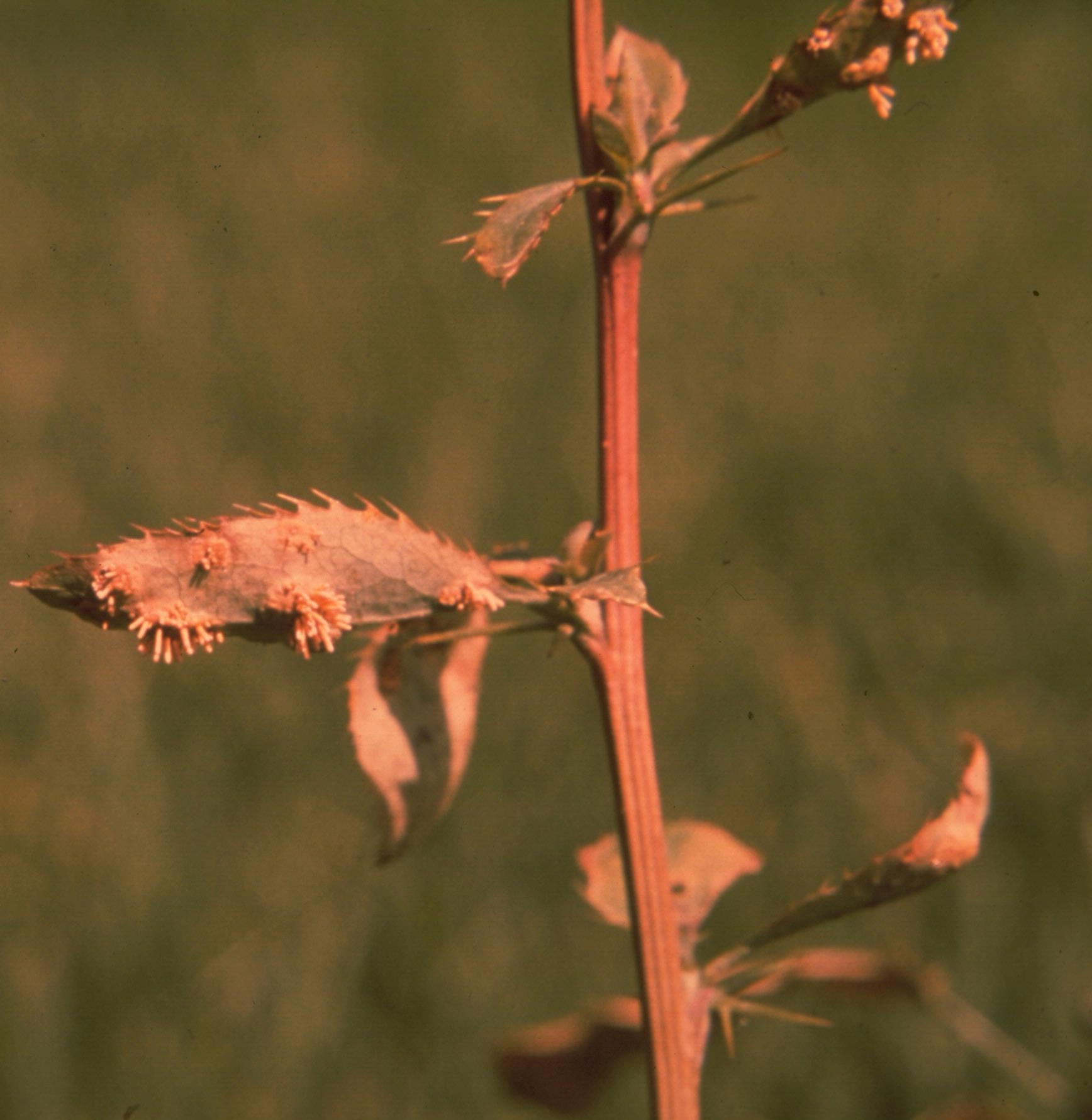
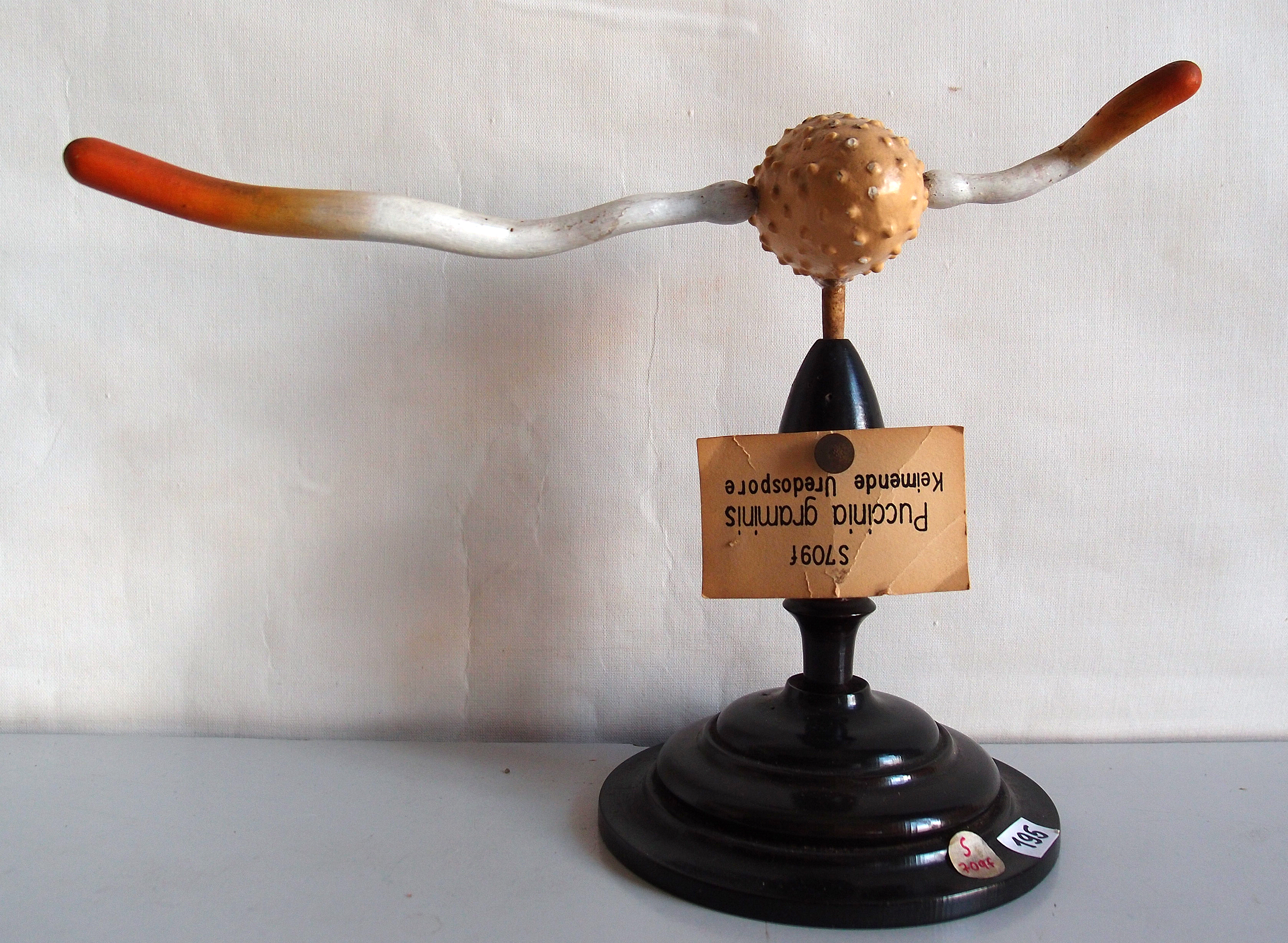
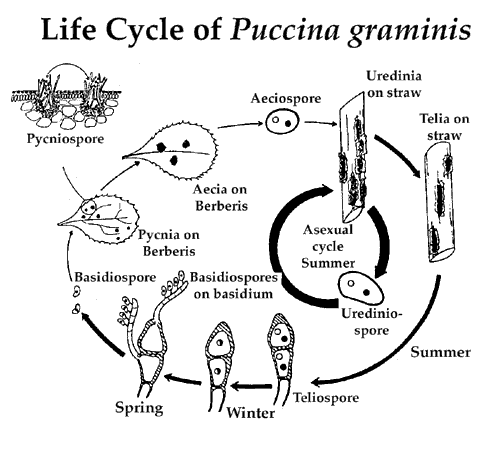
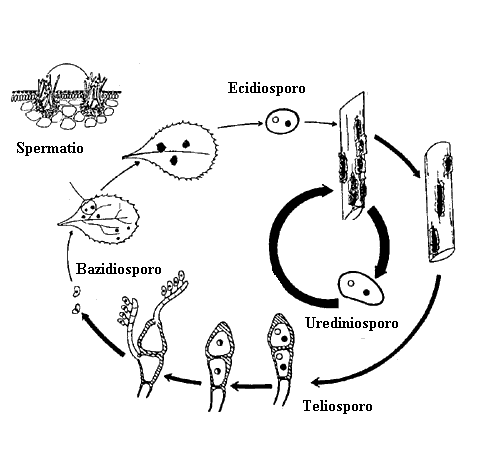